# Gordan Jandroković
Gordan Jandroković, född 2 augusti 1967 i Bjelovar, är en kroatisk politiker. Han är medlem av Kroatiska demokratiska unionen sedan 2004 och var Kroatiens utrikesminister 2008-2011. 

## Biografi

### Utbildning
1991 tog han examen vid fakulteten för civilingenjörsstudier vid Zagrebs universitet och 1993 examinerades han vid fakulteten för statsvetenskap.

### Familj
Jandroković är gift med Sonja Jandroković och paret har tre barn.

### Fotnoter
1. 1 2 3  Sabor.hr Arkiverad 4 mars 2014 hämtat från the Wayback Machine. - Kroatiska parlamentets officiella webbplats (kroatiska)